# Lorenzo Giustiniani
Lorenzo Giustiniani (Venècia, 1 de juliol del 1381 – 8 de gener del 1456) fou un arquebisbe catòlic italià, el primer que va portar el títol de patriarca de Venècia. El 1690 va ser proclamat sant pel papa Alexandre VIII.
De família noble, el 1404 va fundar, amb altres dos aristòcrates venecians, Antonio Correr i Gabriele Condulmer (que després seria papa com Eugeni IV), la congregació dels Canonges Regulars de San Giorgio in Alga, de la que va ser prior i general (1424).
Eugeni IV el va nomenar el 1433 bisbe de Castello, la diòcesi de l'illa de Rialto: quan el papa Nicolau V, el 1451 va decretar el trasllat de la dignitat patriarcal de Grado a la seu de Venècia, Lorenzo Giustiniani va ser designat primer patriarca de la ciutat vèneta. Va morir el 1456.

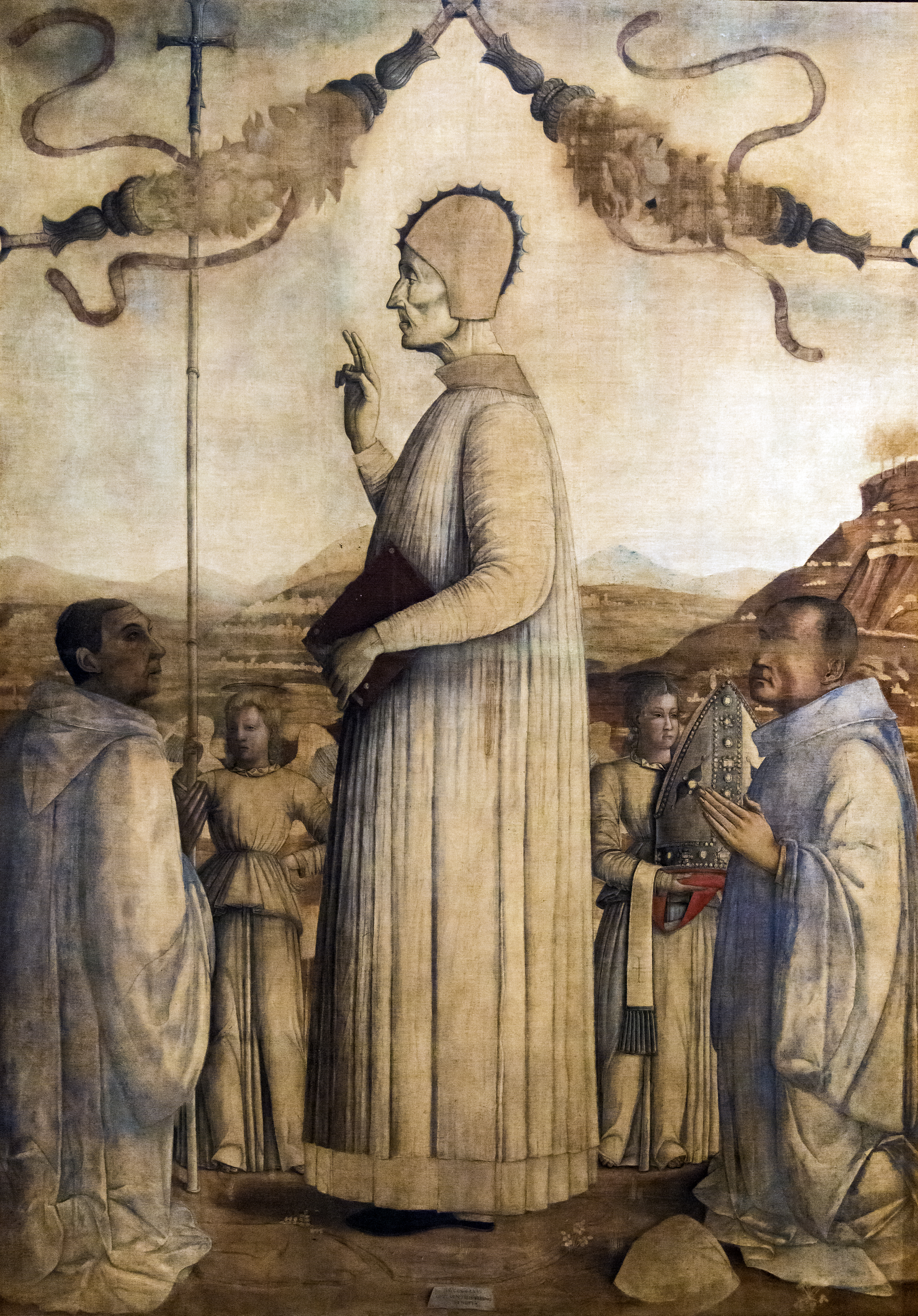
Lorenzo Giustiniani en un retrat inacabat de Gentile Bellini, 1465 (Venècia, Galleria dell'Accademia)
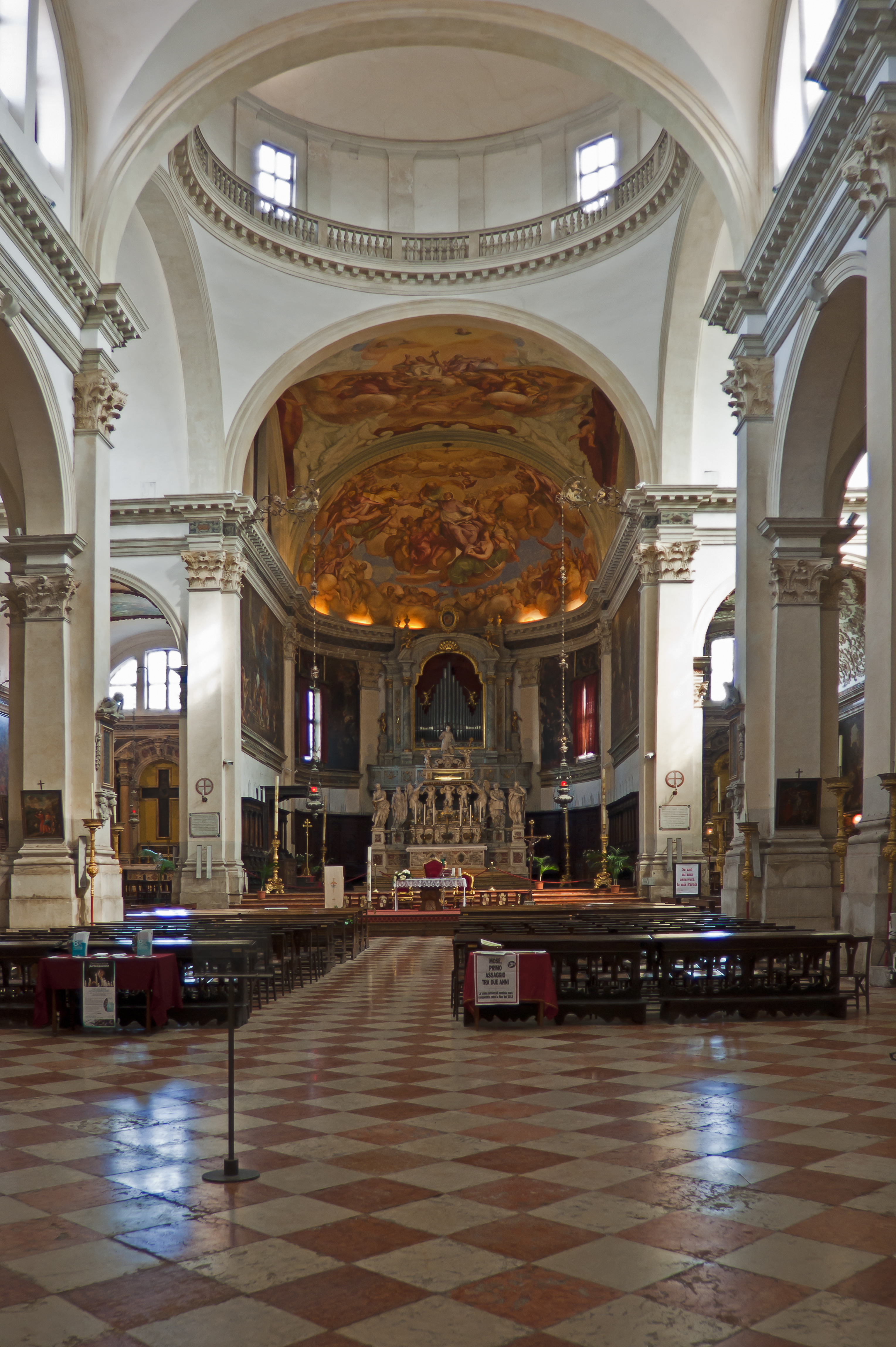
Interior de San Pietro in Castello (Venècia); a l'altar es pot veure l'urna amb el cos de Sant Lorenzo Giustiniani
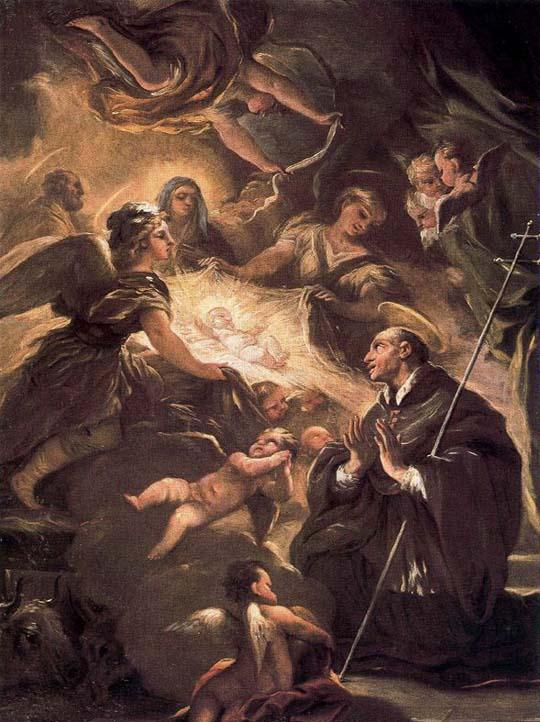
Sant Llorenç Giustiniani adorant el Nen Jesús per Luca Giordano, s. XVII (Nàpols, col. privada)

## Culte
Va ser canonitzat el 16 d'octubre de 1690 per Alexandre VIII. La seva festivitat és el 8 de gener, aniversari de la seva mort. Fins al 1969 s'havia celebrat el 5 de setembre, aniversari de l'elevació a l'episcopat.